# Eishockey-Eredivisie (Belgien) 1992/93
Die Saison 1992/93 war die 73. Spielzeit der Eredivisie, der höchsten belgischen Eishockeyspielklasse. Meister wurde zum insgesamt vierten Mal in der Vereinsgeschichte HYC Herentals.

## Modus
In der Hauptrunde absolvierten die sechs Mannschaften jeweils 20 Spiele. Die vier bestplatzierten Mannschaften qualifizierten sich für die Finalrunde, in der der Meister ausgespielt wurde. Gemäß ihrer Hauptrundenplatzierung erhielten die Mannschaften zwischen einem und vier Bonuspunkten für die Finalrunde. Für einen Sieg erhielt jede Mannschaft drei Punkte, bei einem Unentschieden gab es einen Punkt und bei einer Niederlage null Punkte.

## Hauptrunde
|    | Klub                      | Sp | S  | U | N  | T   | GT  | Punkte |
| -- | ------------------------- | -- | -- | - | -- | --- | --- | ------ |
| 1. | HYC Herentals             | 20 | 17 | 1 | 2  | 197 | 96  | 35     |
| 2. | Griffoens Geel            | 20 | 13 | 1 | 6  | 136 | 100 | 27     |
| 3. | Phantoms Deurne           | 20 | 10 | 3 | 7  | 140 | 122 | 23     |
| 4. | Olympia Heist-op-den-Berg | 20 | 9  | 2 | 9  | 131 | 94  | 20     |
| 5. | Buffalos Liège            | 20 | 5  | 1 | 14 | 119 | 192 | 11     |
| 6. | IHC Leuven                | 20 | 2  | 0 | 18 | 85  | 204 | 2*     |

Sp = Spiele, S = Siege, U = Unentschieden, N = Niederlagen
(* Dem IHC Leuven wurden zwei Punkte abgezogen.)

## Finalrunde
|    | Klub                      | Sp | S | U | N | T  | GT | Punkte (Bonus) |
| -- | ------------------------- | -- | - | - | - | -- | -- | -------------- |
| 1. | HYC Herentals             | 6  | 4 | 1 | 1 | 45 | 24 | 13 (4)         |
| 2. | Olympia Heist-op-den-Berg | 6  | 3 | 2 | 1 | 44 | 28 | 9 (1)          |
| 3. | Phantoms Deurne           | 6  | 2 | 1 | 3 | 41 | 43 | 7 (2)          |
| 4. | Griffoens Geel            | 6  | 1 | 0 | 5 | 23 | 58 | 5 (3)          |